# Nordsavo
Koordinaten: 63° 0′ N, 27° 0′ O
Nordsavo (finn. Pohjois-Savo [ˈpɔhjɔi̯sˌsɑvɔ], schwed. Norra Savolax) ist eine der 19 Landschaften Finnlands. Sie umfasst im Wesentlichen die frühere Provinz Kuopio (Kuopion lääni), den nördlichen Teil der historischen Provinz Savo. Zum jetzigen Verwaltungsgebiet zählen 19 Gemeinden, darunter 6 Städte.
Nordsavo ist eine wald- und seenreiche Gegend. Die Gesamtfläche beträgt 20.366 Quadratkilometer, davon sind 16.768 Quadratkilometer Land, mit einem Waldanteil von 83 Prozent. Die größten Seen sind Kallavesi, Haukivesi, Onkivesi. Die Bevölkerungszahl liegt bei rund 250.000 Einwohnern.
Der Verwaltungssitz der Region ist die Stadt Kuopio, die mit mehr als 100.000 Einwohnern zudem das Oberzentrum für das östliche Finnland bildet. Sie wurde 1775 gegründet und ist heute die achtgrößte Stadt Finnlands. Seit 1972 hat sie eine Universität und beherbergt zudem die Regionalbibliothek, ein Theater und ein Musikzentrum. Hier hat auch die orthodoxe Kirche Finnlands ihren Sitz. Bereits Mitte des 19. Jahrhunderts wirkten hier landesweit bedeutende Kulturpersönlichkeiten: die Schriftsteller Minna Canth und Juhani Aho, Johan Vilhelm Snellman sowie die Künstlerfamilie Edelfelt und der Maler Juha Rissanen. Einige ihrer Bilder sind im Kunstmuseum von Kuopio zu sehen.
Größere Städte in Nordsavo sind weiterhin die Industriestadt Varkaus, Iisalmi, wo eine der größeren finnischen Brauereien (Olvi) beheimatet ist, sowie Suonenjoki, welches in Finnland für seinen Erdbeeranbau bekannt ist.
Die Wirtschaft von Nordsavo ist geprägt durch Forst- und Landwirtschaft sowie die Metallindustrie. Kuopio ist zudem ein bedeutender Standort für Technologie-Entwicklung im Bereich Medizin, Biotechnik und Umwelttechnik. Auch der Tourismus spielt eine wichtige Rolle. In Kuopio finden auf dem Berg Puijo Wettbewerbe des Weltcups im Skispringen sowie der Finland Ice Marathon auf dem Kallavesi-See statt. In Nilsiä gibt es ein größeres Skigebiet auf dem Tahko-Berg. Außerdem liegt der Nationalpark Tiilikkajärvi teilweise in Nordsavo. Die Gemeinde Sonkajärvi kommt jedes Jahr mit ihrer Weltmeisterschaft im Ehefrauen-Tragen in die internationalen Nachrichten.

## Wappen
Beschreibung des Wappens: Im  schwarzen Schild ein goldener gespannter Bogen mit silberner Sehne. Der Bogen zeigt nach rechts oben und sein goldener Pfeil hat eine silberne Spitze und Befiederung.
Siehe auch: Wappen der finnischen Region Nordsavo

## Gemeinden
Zu Nordsavo gehören 19 Gemeinden, von denen 5 Städte (fettgedruckt) sind (2017). Einwohnerzahlen zum 31. Dezember 2022:
1. Iisalmi (20.801)
2. Joroinen (4.540)
3. Kaavi (2.689)
4. Keitele (2.029)
5. Kiuruvesi (7.597)
6. Kuopio (122.594)
7. Lapinlahti (9.099)
8. Leppävirta (9.177)
9. Pielavesi (4.140)
10. Rautalampi (2.964)
11. Rautavaara (1.477)
12. Siilinjärvi (21.232)
13. Sonkajärvi (3.672)
14. Suonenjoki (6.763)
15. Tervo (1.441)
16. Tuusniemi (2.394)
17. Varkaus (19.759)
18. Vesanto (1.894)
19. Vieremä (3.427)